# Leonhard Hess Stejneger
Leonhard Hess Stejneger (Bergen, 30 ottobre 1851 – 28 febbraio 1943) è stato uno zoologo norvegese.
Stejneger nacque a Bergen, in Norvegia, e studiò legge e filosofia all'università di Christiania (oggi Oslo). Ottenne un dottorato di filosofia ed iniziò una breve carriera di avvocato. Comunque, si accrebbero sempre di più i suoi interessi naturalistici e nel 1881 si trasferì negli Stati Uniti ed iniziò a lavorare alla Smithsonian sotto la supervisione di Spencer Fullerton Baird.
Partecipò a numerose spedizioni nel nord del continente nordamericano. Dal 1882 al 1883 venne inviato in una missione esplorativa sull'isola di Bering e in Kamčatka. Nel 1895 andò sulle Isole del Commodoro a studiare le foche da pelliccia per l'U.S. Fish Commission. Vi ritornò una seconda volta nel 1922.
Alla Smithsonian, fece una carriera graduale. Nel 1884 fu Assistente Curatore per gli uccelli, nel 1889 Curatore per i rettili, nel 1899 Curatore per i rettili e gli anfibi, e dal 1911 in poi fu Curatore Principale per la biologia, posto che mantenne fino alla morte, essendo stato esonerato dal ritiro da un decreto presidenziale.
Pubblicò più di quattrocento lavori scientifici su uccelli, rettili e foche, sull'erpetologia di Porto Rico e su altri argomenti.
Durante il suo viaggio sull'isola di Bering, rimase affascinato dalla vita di Georg Wilhelm Steller, un naturalista del XVIII secolo che aveva visitato l'isola prima di lui. Nei decenni successivi fece ricerche sulla vita di Steller, un passatempo che culminò nella sua sola pubblicazione non scientifica, una biografia autorevole su Steller.